# Alcoa (Tennessee)
Alcoa est une ville des États-Unis, située dans le Comté de Blount, dans l’État du Tennessee.
En 2012, sa population était de 8 570 habitants.

## Source de la traduction
- (en) Cet article est partiellement ou en totalité issu de l’article de Wikipédia en anglais intitulé « Alcoa, Tennessee » (voir la liste des auteurs).